# Bryan Hughes
Bryan Hughes (Liverpool, 19 giugno 1976) è un allenatore di calcio e calciatore inglese, centrocampista e co-allenatore dello Scarborough Athletic Football Club.

## Palmarès

### Giocatore

#### Competizioni nazionali
- Coppa del Galles: 1

Wrexham: 1994-1995